# Йордан Янчев
Йордан Янчев (ісп. Yordan Yanchev, 30 серпня 2001) — болгарський плавець. Учасник Чемпіонату світу з водних видів спорту 2022, де в попередніх запливах на дистанціях 200 і 400 метрів вільним стилем посів, відповідно, 45-те і 29-те місця й не потрапив до наступного раунду.